# リック・ポーセロ
フレドリック・アルフレッド・ポーセロ3世（Fredrick Alfred Porcello III, 1988年12月27日 - ）は、アメリカ合衆国ニュージャージー州モリスタウン出身の元プロ野球選手（投手）。右投右打。愛称はスペイン語を話すチームメイトが名付けたベインティードス（Veintidos）。
祖父はプロ野球選手のサム・デンテ。
プロ入りの際の代理人はスコット・ボラスだったが、現在はエクセル・スポーツ・マネジメントのジム・マレー。

## 経歴

### プロ入り前
高校時代の最終学年時には63イニングを投げ、9勝0敗、防御率1.44、102奪三振を記録。高校を通算GPA3.94で卒業し、優秀な生徒のみが入会できるNational Honor SocietyとSpanish National Honor Societyの会員でもあった。
スポーツ・イラストレイテッドはポーセロが2007年のMLBドラフトで全体5位以内で指名されると予想されたが、代理人がスコット・ボラスのため多くの球団は指名を見送った。

### プロ入りとタイガース時代

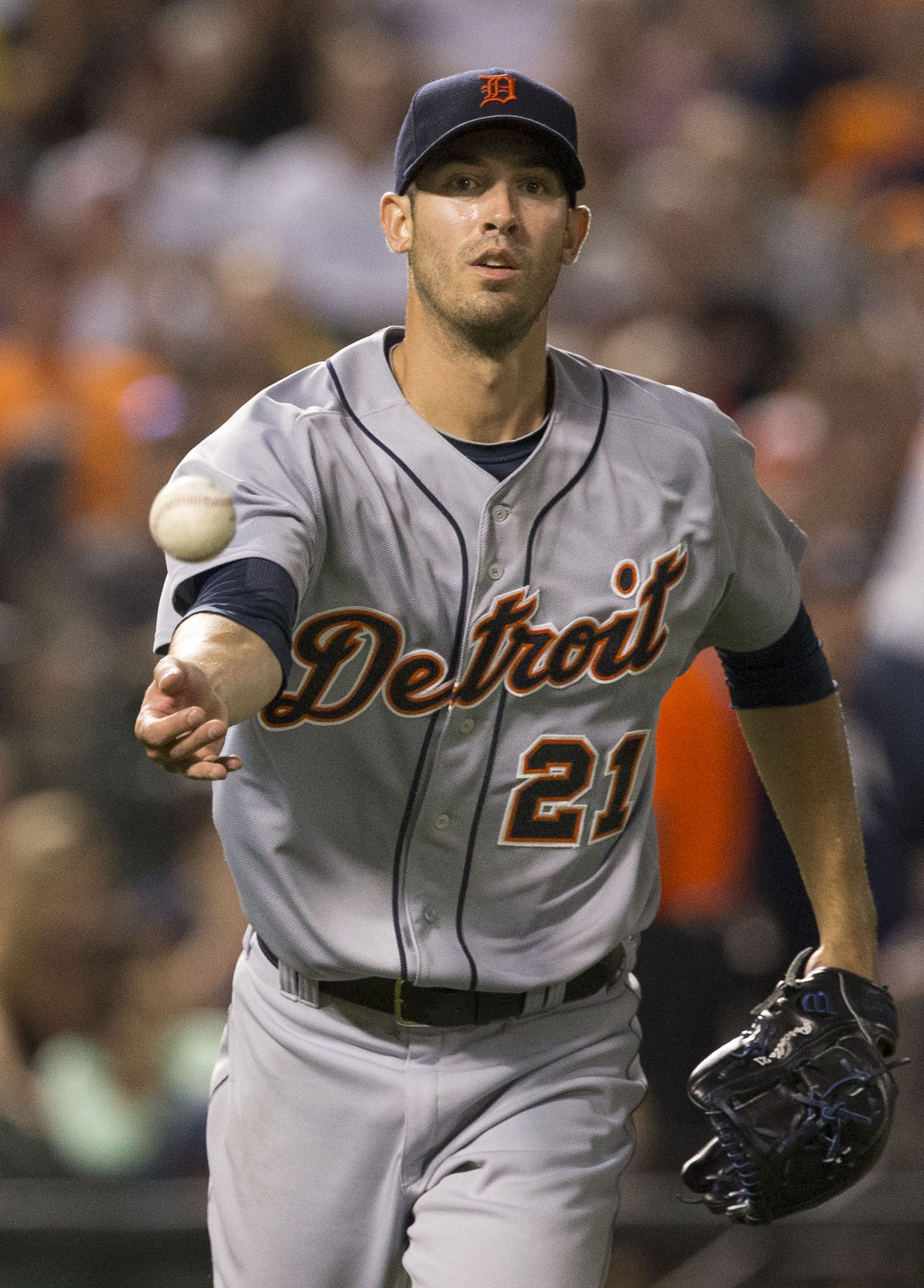
デトロイト・タイガース時代
（2014年5月12日）

2007年のMLBドラフトでは1巡目（全体27位）でデトロイト・タイガースが指名した。4年725万ドルで契約し、高校出身の選手として史上最高額の契約となった。
2008年、傘下のA+級レイクランド・フライングタイガースでプロデビュー。24試合に先発登板で8勝6敗を記録し、防御率2.66はリーグ1位。7月19日のセントルーシー・メッツ戦ではポーセロを含め3投手の継投で7イニングのノーヒッターを達成。シーズン終了後、タイガース傘下の最優秀マイナー選手に選出され、ベースボール・アメリカ誌の有望株ランキングでもポーセロはタイガース傘下での最高評価を受けた。
2009年は当初ポーセロをシーズンはAA級エリー・シーウルブズでプレーさせる予定だったが、ジェレミー・ボンダーマンの復帰の遅れやネイト・ロバートソン、ドントレル・ウィリスの不調もあり、ジム・リーランド監督は「必ず状態をしっかりとチェックする。球数、投球回数を見る」としてポーセロは2009年開幕をメジャーで迎えた。開幕4試合目の4月9日のトロント・ブルージェイズ戦でメジャーデビュー。
2014年1月17日にタイガースと850万ドルの1年契約に合意した。自己最多の32試合に登板し、うち31試合で先発登板。メジャーデビューから6年連続での二桁勝利、且つ自己ベストとなる15勝を記録したが、後半でやや失速して負け星が増え、13敗も勝ち星と同じく自己最多だった。メジャー初完封を含むシーズン3完封はリーグ1位。

### レッドソックス時代
2014年12月11日にヨエニス・セスペデス、アレックス・ウィルソン、ゲイブ・スパイアーとのトレードで、ボストン・レッドソックスへ移籍した。
2015年1月16日にレッドソックスと1250万ドルの1年契約に合意。4月6日には総額8250万ドルの4年契約を結んだ。この年は開幕ローテーション入りしたが、打ち込まれる場面が目立ち、防御率は5点近くまで上昇して自己ワーストタイの4.92となった。また、被本塁打25も自己ワースト（当時）だった。これらが響き、勝ち星は9勝（15敗、これも当時の自己ワースト）止まりで、メジャーデビューからの連続2桁勝利は6年でストップした。なお、149奪三振は自己ベスト（当時）だった。
2016年は打って変わり、圧倒的なペースで勝ち星が先行。おおむね調子を崩す事なくレギュラーシーズンを投げ切り、自己最高の33試合に先発登板。防御率3.15（リーグ5位）、22勝4敗（アメリカンリーグ最多勝）、勝率.846（リーグ2位）、223.0イニング（リーグ4位）で189奪三振（リーグ8位）を記録する一方で四球を抑えてK/BB5.91（リーグ1位）という成績を残し、サイ・ヤング賞を受賞した。カムバック賞にも選出。なお同年、通算100勝を達成した。オフの11月18日に第4回ワールド・ベースボール・クラシック（WBC）のアメリカ合衆国代表への不参加の意思を表明した。
2017年は開幕投手に抜擢され、6.1回を6安打、3失点、1四球、5奪三振というピッチング内容で同シーズン初勝利を挙げた。しかし、その後は負けが先行するようになり、開幕戦終了時点から2試合目で黒星を喫するまでの間を除き、勝ち越した期間はなかった。最終的に33試合に先発登板（203.1回）したが、11勝17敗、防御率4.65、236被安打、38被本塁打、WHIP1.40という成績で、敗戦・被安打・被本塁打の3部門でア・リーグワーストとなってしまった。ただし、奪三振は2年連続で180以上となり、以前の水準（多くても140台）には戻らなかった。
2018年4月12日のニューヨーク・ヤンキース戦で6回途中まで相手を無安打に抑え四死球も出さない投球を見せたが、アーロン・ジャッジに二塁打を打たれ完全試合は潰えた。7回を投げ6奪三振で打たれた安打はその二塁打だけで、その後チームは6-3で勝利した。最終的に33試合に先発登板で191.1回を投げ、17勝7敗・防御率4.28で、38被本塁打はリーグワーストだった。チームは108勝54敗でロサンゼルス・ドジャースとのワールドシリーズにも優勝し、ポーセロ自身初のワールドシリーズ優勝だった。
2019年は4月を防御率5.52で低調な滑り出しに始まった。6月29日にはヨーロッパ初開催となったヤンキースとのロンドン・シリーズ第1戦で先発登板するも、0.1回、6失点で降板。なお、相手先発の田中将大も0.2回で降板し、このカードで両先発投手が1回未満で降板するのは史上初の出来事であった。その後も全体的に不振に終わり、8月1日のタンパベイ・レイズ戦で降板した際には怒りから備品のモニターを破壊するということもあった。最終成績は32試合に先発登板で14勝12敗、防御率5.52だった。オフの10月31日にFAとなった。

### メッツ時代
2019年12月16日にニューヨーク・メッツと1年1000万ドルで契約した。
2020年オフの11月1日にFAとなった。

### メッツ退団後
2021年、2022年はどこの球団にも所属しなかった。その後、2022年12月5日に現役引退を表明した。

## 選手としての特徴
2016年のシーズンでは、最速94.9mph（約153km/h）・平均91.4mph（約147km/h）のフォーシームと平均89.5mph（約144km/h）のツーシームの二種類の速球を軸に、平均73.7mph（約119km/h）のカーブ、平均80.8mph（約130km/h）のチェンジアップ、平均85.1mph（約137km/h）のスライダーを使用した。

## 詳細情報

### 年度別投手成績
| 年 度     | 球 団     | 登 板 | 先 発 | 完 投 | 完 封 | 無 四 球 | 勝 利 | 敗 戦 | セ 丨 ブ | ホ 丨 ル ド | 勝 率 | 打 者 | 投 球 回 | 被 安 打 | 被 本 塁 打 | 与 四 球 | 敬 遠 | 与 死 球 | 奪 三 振 | 暴 投 | ボ 丨 ク | 失 点 | 自 責 点 | 防 御 率 | W H I P |
| --------- | --------- | ----- | ----- | ----- | ----- | -------- | ----- | ----- | -------- | ----------- | ----- | ----- | -------- | -------- | ----------- | -------- | ----- | -------- | -------- | ----- | -------- | ----- | -------- | -------- | ------- |
| 2009      | DET       | 31    | 31    | 0     | 0     | 0        | 14    | 9     | 0        | 0           | .609  | 720   | 170.2    | 176      | 23          | 52       | 0     | 3        | 89       | 6     | 1        | 81    | 75       | 3.96     | 1.34    |
| 2010      | DET       | 27    | 27    | 0     | 0     | 0        | 10    | 12    | 0        | 0           | .455  | 700   | 162.2    | 188      | 18          | 38       | 2     | 7        | 84       | 11    | 3        | 96    | 89       | 4.92     | 1.39    |
| 2011      | DET       | 31    | 31    | 0     | 0     | 0        | 14    | 9     | 0        | 0           | .609  | 784   | 182.0    | 210      | 18          | 46       | 1     | 8        | 104      | 12    | 0        | 103   | 96       | 4.75     | 1.41    |
| 2012      | DET       | 31    | 31    | 0     | 0     | 0        | 10    | 12    | 0        | 0           | .455  | 783   | 176.1    | 226      | 16          | 44       | 3     | 6        | 107      | 6     | 0        | 101   | 90       | 4.59     | 1.53    |
| 2013      | DET       | 32    | 29    | 1     | 0     | 0        | 13    | 8     | 0        | 0           | .619  | 736   | 177.0    | 185      | 18          | 42       | 4     | 3        | 142      | 6     | 1        | 87    | 85       | 4.32     | 1.28    |
| 2014      | DET       | 32    | 31    | 3     | 3     | 2        | 15    | 13    | 0        | 0           | .536  | 840   | 204.2    | 211      | 18          | 41       | 4     | 4        | 129      | 0     | 0        | 89    | 78       | 3.43     | 1.23    |
| 2015      | BOS       | 28    | 28    | 0     | 0     | 0        | 9     | 15    | 0        | 0           | .375  | 737   | 172.0    | 196      | 25          | 38       | 0     | 10       | 149      | 12    | 1        | 103   | 94       | 4.92     | 1.36    |
| 2016      | BOS       | 33    | 33    | 3     | 0     | 1        | 22    | 4     | 0        | 0           | .846  | 890   | 223.0    | 193      | 23          | 32       | 0     | 13       | 189      | 3     | 0        | 85    | 78       | 3.15     | 1.01    |
| 2017      | BOS       | 33    | 33    | 2     | 0     | 0        | 11    | 17    | 0        | 0           | .393  | 885   | 203.1    | 236      | 38          | 48       | 1     | 6        | 181      | 5     | 0        | 125   | 105      | 4.65     | 1.40    |
| 2018      | BOS       | 33    | 33    | 1     | 0     | 0        | 17    | 7     | 0        | 0           | .708  | 808   | 191.1    | 177      | 27          | 48       | 0     | 16       | 190      | 3     | 1        | 97    | 91       | 4.28     | 1.18    |
| 2019      | BOS       | 32    | 32    | 0     | 0     | 0        | 14    | 12    | 0        | 0           | .538  | 768   | 174.1    | 198      | 31          | 45       | 2     | 6        | 143      | 5     | 2        | 114   | 107      | 5.52     | 1.39    |
| 2020      | NYM       | 12    | 12    | 0     | 0     | 0        | 1     | 7     | 0        | 0           | .125  | 261   | 59.0     | 74       | 5           | 15       | 0     | 2        | 54       | 1     | 0        | 41    | 37       | 5.64     | 1.51    |
| MLB：12年 | MLB：12年 | 355   | 351   | 10    | 3     | 3        | 150   | 125   | 0        | 0           | .545  | 8912  | 2096.1   | 2270     | 260         | 489      | 17    | 84       | 1561     | 69    | 9        | 1122  | 1025     | 4.40     | 1.32    |

- 各年度の太字はリーグ最高

### 年度別守備成績
| 年 度 | 球 団 | 投手（P） | 投手（P） | 投手（P） | 投手（P） | 投手（P） | 投手（P） |
| 年 度 | 球 団 | 試 合     | 刺 殺     | 補 殺     | 失 策     | 併 殺     | 守 備 率  |
| ----- | ----- | --------- | --------- | --------- | --------- | --------- | --------- |
| 2009  | DET   | 31        | 11        | 25        | 2         | 1         | .947      |
| 2010  | DET   | 27        | 9         | 15        | 1         | 3         | .960      |
| 2011  | DET   | 31        | 15        | 21        | 2         | 4         | .947      |
| 2012  | DET   | 31        | 12        | 30        | 5         | 0         | .894      |
| 2013  | DET   | 32        | 15        | 21        | 1         | 2         | .973      |
| 2014  | DET   | 32        | 18        | 17        | 4         | 2         | .897      |
| 2015  | BOS   | 28        | 10        | 19        | 3         | 3         | .906      |
| 2016  | BOS   | 33        | 6         | 15        | 1         | 0         | .955      |
| 2017  | BOS   | 33        | 10        | 17        | 3         | 2         | .900      |
| 2018  | BOS   | 33        | 15        | 20        | 3         | 1         | .921      |
| 2019  | BOS   | 32        | 16        | 21        | 1         | 1         | .974      |
| 2020  | NYM   | 12        | 3         | 4         | 0         | 0         | 1.000     |
| MLB   | MLB   | 355       | 140       | 225       | 26        | 19        | .934      |

- 各年度の太字はリーグ最高

### タイトル
- 最多勝利：1回（2016年）

### 表彰
- サイ・ヤング賞：1回（2016年）
- カムバック賞：1回（2016年）
- ルーキー・オブ・ザ・マンス：1回（2009年5月）
- ピッチャー・オブ・ザ・マンス：1回（2016年9月）

### 背番号
- 48（2009年 - 2012年）
- 21（2013年 - 2014年）
- 22（2015年 - 2020年）